# پوبدا (شهرستان گافوریسکی، باشقیرستان)
پوبدا (انگلیسی: Pobeda, Gafuriysky District, Republic of Bashkortostan) یک شهرک در شهرستان گافوریسکی استان باشقیرستان کشور روسیه است.